# Trigonodes disjuncta
Trigonodes disjuncta är en fjärilsart som beskrevs av Moore 1882. Trigonodes disjuncta ingår i släktet Trigonodes och familjen nattflyn. Inga underarter finns listade i Catalogue of Life.